# راسيل هيكس
راسيل هيكس (بالإنجليزية: Russell Hicks)‏ هو ممثل أمريكي، ولد في 4 يونيو 1895 ببالتيمور في الولايات المتحدة، وتوفي في 1 يونيو 1957 بلوس أنجلوس في الولايات المتحدة بسبب نوبة قلبية.

## أعمال

### أفلام
- (1915) ولادة أمة
- (1935) العيش في مخمل
- (1937) في شيكاغو القديمة
- (1938) الإذاعة الكبيرة لعام 1938
- (1938) كنتاكي
- (1938) لا يمكنك أن تأخذها معك
- (1941) الذئاب الصغيرة
- (1941) الرقيب يورك
- (1941) الكذبة الكبرى
- (1941) دماء ورمال
- (1945) شارع سكارليت
- (1950) شمشون ودليلة

## وصلات خارجية
- راسيل هيكس على موقع IMDb (الإنجليزية)
- راسيل هيكس على موقع ألو سيني (الفرنسية)
- راسيل هيكس على موقع أول موفي (الإنجليزية)
- راسيل هيكس على موقع قاعدة بيانات برودواي على الإنترنت (الإنجليزية)
- راسيل هيكس على موقع قاعدة بيانات الأفلام السويدية (السويدية)
- راسيل هيكس على موقع إن إن دي بي (الإنجليزية)
- راسيل هيكس على موقع قاعدة بيانات الفيلم (الإنجليزية)
- راسيل هيكس على موقع كينوبويسك (الروسية)